# Crvena zvjezdača
Crvena zvjezdača (latinski: Echinaster sepositus) vrsta je morske zvijezde koja nastanjuje istočni dio Atlantika i  Sredozemno more.

## Opis
Jedinke imaju pet relativno vitkih krakova oko malog središnjeg diska. Najčešće su promjera do 20 cm, a ponekad i do 30 cm.  Raspon boje crvenih zvjezdača seže od svijetlonarančaste do crvene, a imaju sapunastu površinsku strukturu za razliku od sličnih zvijezda roda Henricia (još jedna slična vrsta iz te regije je Ophidiaster ophidianus). Površina jedinke prošarana je ravnomjerno razmaknutim rupicama iz kojih može produljiti svoje crvene škrge.

## Rasprostranjenost
Jedinke se mogu pronaći u istočnom dijelu Atlantika sjeverno od Ekvatora, uključujući i u Sredozemnom moru, u kojemu je jedna od najčešćih zvjezdača (premda u nekim lokalitetima gotovo ne postoji). Sjeverna granica areala je francuski dio La Manchea. Jedinke se nalaze na dubinama od 1 do 250 m u širokom rasponu staništa, uključujući stjenovita, pjeskovita i blatna dna te livade morske trave (Posidonia oceanica i Zostera).